# Chiesa di San Biagio Vescovo e Martire (Ceregnano)
La chiesa di San Biagio Vescovo e Martire, o più semplicemente chiesa di San Biagio, è la parrocchiale patronale di Canale, frazione del comune italiano di Ceregnano in provincia di Rovigo. Appartiene al vicariato di Villadose della diocesi di Adria-Rovigo e la sua storia inizia nel XII secolo. 

## Storia

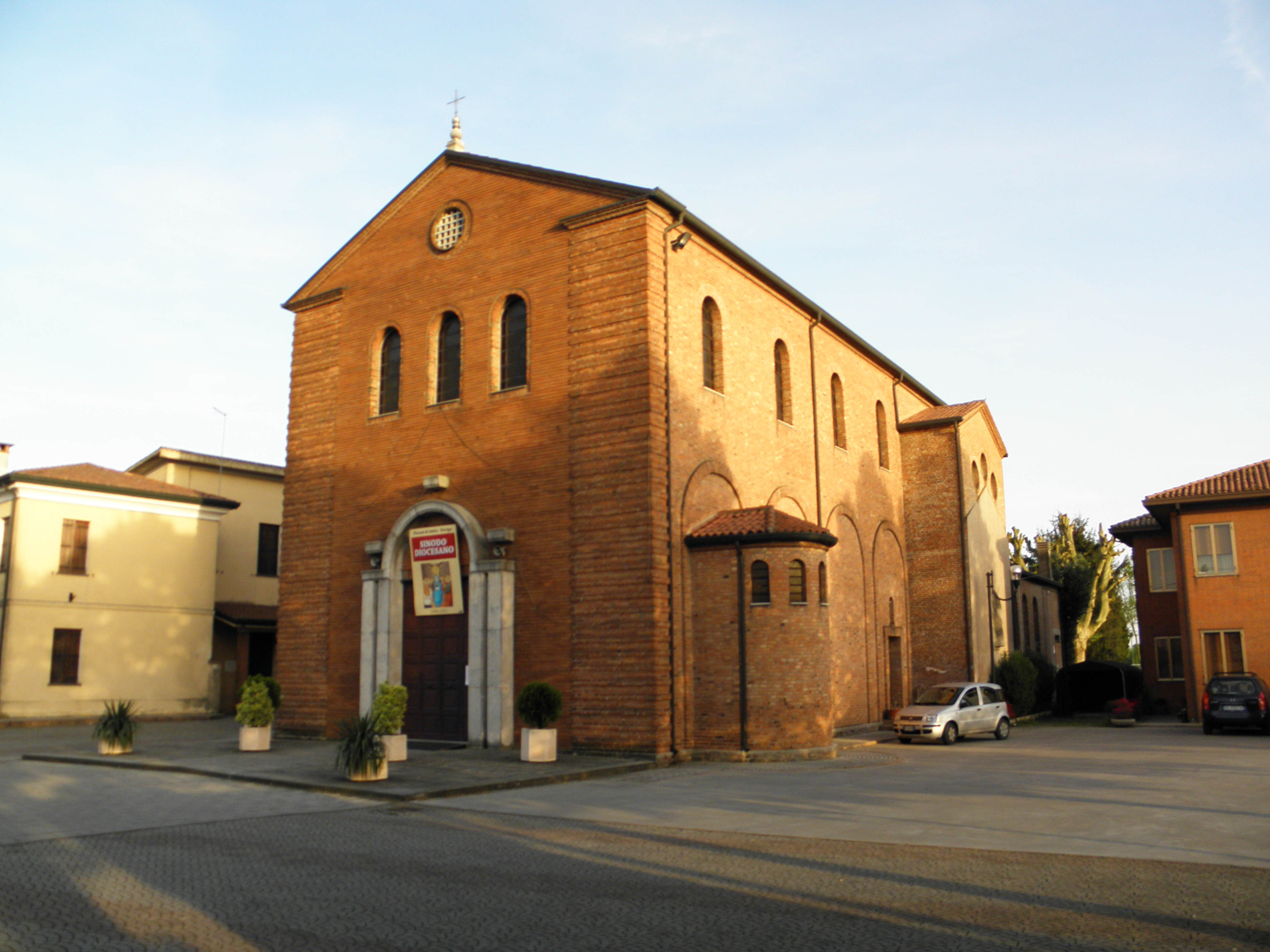
Facciata e prospetto laterale destro della chiesa di San Biagio

Il luogo di culto a Canale è uno dei più antichi del Polesine e viene citato a partire dal 1130. Il vescovo di Adria Gregorio III ne concesse i diritti al monastero di San Romano di Ferrara. Nel Codex Adrianus (o in latino Catasticuni Episcopatus Adriae, sec. XIII-XV, conservato nella Biblioteca di Monaco di Baviera e presente in copia ad alta definizione presso la Biblioteca Capitolare di Adria) del 1254 il vescovo Guglielmo d'Este investì della stessa chiesa anche le monache del monastero di San Daniele a Venezia. Questo monastero possedeva molti terreni ed esercitò da quel momento il diritto di giuspatronato sulla chiesa di San Biagio. Nell'anno 1340 poi il Codex Adrianus riportò il primo inventario dei beni posseduti dalla chiesa, definita in latino Ecclesie Sancti Blaxii de Canali. La prima visita pastorale alla chiesa fu quella del vicario episcopale Bartolomeo Zerbinati nel 1547 alla quale seguì, nel 1604, quella di Peroto. Negli atti visitali di quest'ultima la chiesa viene descritta come di piccole dimensioni, orientata tradizionalmente verso est e con tre altari, l'altare maggiore e due laterali. Inoltre era dotata di torre campanaria e di un cimitero per la comunità. La visita del vescovo Tommaso Retano del 1669 certificò che il complesso era stato completamente ricostruito diversi anni prima, il campanile nel 1645 e la chiesa nel 1652. Dopo i danneggiamenti subiti durante la seconda guerra mondiale, tra il 1947 e il 1954 e su progetto di Antonio Canato, la chiesa fu oggetto di un'importante lavoro di ricostruzione che riguardò in particolare la sala, con presbiterio, coro, sagrestia e cappelle laterali. La solenne consacrazione della  riscostruita chiesa parrocchiale venne celebrata il 27 ottobre 1954 alla presenza  del vescovo Guido Maria Mazzocco. Nel secondo decennio del XX secolo si sono verificate infiltrazioni nella facciata che hanno messo a rischio la sicurezza per pericolo di distacchi di materiale in laterizio ed è stato necessario intervenire con un restauro conservativo.

## Descrizione

### Esterni
La chiesa si trova a Canale, frazione di Ceregnano in provincia di Rovigo e mostra orientamento verso sud. La facciata a capanna è rifinita in mattoni di laterizio a vista. Il portale di accesso è posto tra due coppie di pilastri stretti conclusi, in alto, da un arco a tutto sesto e sormontato, in asse, da tre grandi finestre a monofora che portano luce alla sala a loro volta sormontate, al centro, dal piccolo rosone. La copertura del tetto a due falde è in coppi di laterizio. La torre campanaria si alza in posizione arretrata ed isolata sulla sinistra. La sua cella si apre con quattro finestre a monofora e sotto di questa, nella facciata anteriore, si trova l'orologio.

### Interni
La pianta della sala è di tipo basilicale anche se a navata unica e suddivisa in quattro campate ed ampliata da due cappelle laterali. La copertura è un soffitto piano. Il presbiterio è leggermente rialzato. La parte absidale si conclude, in alto, col catino semisferico. L'adeguamento liturgico è stato realizzato tra il 1990 e il 2000 con la posa della mensa rivolta al popolo 
arricchita di un bassorilievo in rame che raffigura l'Ultima Cena.